# Grün (Röslau)
Grün ist ein Gemeindeteil der Gemeinde Röslau im Landkreis Wunsiedel im Fichtelgebirge (Oberfranken, Bayern).

## Lage
Das Dorf ist von Acker- und Grünland umgeben und liegt an einem namenlosen linken Zufluss des Landerbächleins. Im Südwesten erhebt sich der Hüttelberg (672 m ü. NHN). Die Staatsstraße 2180 verläuft am Nordrand des Ortes nach Röslau (1 km östlich) bzw. nach Frankenberg (2,7 km nordwestlich).

## Geschichte
Mit dem Gemeindeedikt (frühes 19. Jahrhundert) wurde Grün dem Steuerdistrikt Röslau zugewiesen. Zugleich entstand die Ruralgemeinde Grün. Zu dieser gehörten Bibersbach, Brücklas und Unterröslau. Die Gemeinde unterstand in Verwaltung und Gerichtsbarkeit dem Landgericht Kirchenlamitz. 1963 wurde die Gemeinde nach Unterröslau umbenannt. Am 1. Januar 1966 ging diese in der Gemeinde Röslau auf.

## Baudenkmäler
- Haus Nr. 24: Bauernhof